# Zheng Zhong
Zheng Zhong (鄭眾), kurtoazno ime Jichan (季產, ? -107), bio je kineski eunuh na dvoru dinastije Han, poznat kao prvi eunuh koji je stekao utjecaj, a potom i dio vlasti nad državom. 
Svoj politički uspon je dugovao naklonosti cara Hea, odnosno zahvalnosti za pomoć koju je mladom caru pružio godine 92. u dvorskom puču kojim je svrgnuta njegova mačeha carica majka Dou, odnosno dvorska klika vezana uz njenog autokratskog brata Dou Xiana.  
Zheng Zhong je također imao bliske odnose s carevom suprugom Deng Sui te je nastavio služiti na dvoru i nakon careve smrti, pomagavši carici majci da kao regentica održi vlast za vrijeme vladavine cara Shanga i cara Ana.  